# 緑嶌友之助
緑嶌 友之助（みどりしま とものすけ、1878年1月12日 - 1952年12月16日）は、石川県上新川郡（現：富山県滑川市）出身の大相撲力士。本名は高木 友之助（たかぎ とものすけ）。

## 来歴
1878年1月12日に石川県上新川郡で農家を営む家に二男として生まれた。父親は土地相撲で「緑山」の四股名で大関を務め、友之助も17歳の時点で5斗俵を差し上げて村人を大いに驚かせるほどの怪力を持っていた。当初は京都相撲に加入していたが、兄弟子からいじめを受けたために間もなく帰郷。
春日山部屋（師匠は元幕下二段目・朝日森の）へ、序二段・春柳（後の三段目・小猫又）の世話で入門した。
東京相撲では1898年1月場所で初土俵を踏むとすぐに頭角を現し、1901年1月場所で新十両昇進、1902年5月場所で新入幕を果たした。僅か24貫の軽量力士だが、怪力で土俵際での吊り・寄りを得意としていた。1908年5月場所で小結に昇進すると駒ヶ嶽國力に滅法強く、3連勝した時期もあった。双葉山定次曰く「駒ヶ嶽はワシ（緑嶌）がいたから横綱になれなかったのだ」と発言していたという。駒ヶ嶽國力以外にも1914年1月場所では常陸山谷右衛門から金星を奪うなど、持ち前の怪力を生かして上位を苦しめた。土俵の外においても、1911年の新橋倶楽部事件では外交交渉委員として活躍した。
1915年6月場所を2勝8敗と大きく負け越し、十両降格が決定的になったのを機に現役を引退し、年寄・立浪を襲名して独立、立浪部屋を創立した。当時の相撲界において最大勢力だった出羽海部屋一門に対抗して「打倒出羽」の執念を燃やした。創設当初の立浪部屋は両国駅の高架下に建てられ稽古場すら持たず、部屋の関取第1号となる桐ノ花の証言によると、当時の力士たちは毎日すいとんやメザシ、焼き芋で腹を満たしたという。緑嶌自体相撲協会が主催していた困窮した部屋を対象にした炊出しを除けば現役時代に米にありつくことは殆どなかったという。それでも1930年頃になると自前の稽古場を獲得し、その後は双葉山定次・羽黒山政司の戦前を代表する二人の横綱や、大関の名寄岩静男、関脇旭川幸之焏など数多くの名力士を育て、一代で部屋を角界屈指の名門に引き上げた。晩年の弟子には後に「立浪四天王」と呼ばれる若羽黒朋明・時津山仁一・安念山治・北の洋昇がいる。弟子に対する指導は厳しく、稽古をサボる力士はステッキで容赦なく殴った。
1932年に勃発した春秋園事件以降は、日本相撲協会の取締を務めた。一方で黎明期の苦難からどうしても吝嗇の傾向に陥りがちであったといい、弟子の双葉山と不仲になった原因は双葉山が娘との縁談を断った他に、日頃から一門内巡業の収益配分で自身と対立していたことにもあるとされている。双葉山が横綱になると「小結止まり」呼ばわりされ、これが原因で双葉山とは決別したという。
1952年12月16日に死去、74歳没。
なお、立浪の死去から丁度16年が経過した1968年12月16日には、弟子である双葉山定次（時津風理事長）も没している。

## 主な成績
- 番付在位場所数：35場所
- 通算成績：89勝124敗46休20分7預（便宜上幕内と十両の合計を表示。他に幕下在位時の対十両戦の3勝1敗2分がある。）
- 通算幕内成績：78勝120敗19分7預46休　勝率.394
- 幕内在位：27場所
- 三役在位：1場所（小結1場所）
- 金星：1個（常陸山谷右衛門）

### 場所別成績
| 1898年 （明治31年） | 幕下付出 –                      | 東幕下22枚目 –               |
| 1899年 （明治32年） | 東幕下12枚目 –                  | 東幕下19枚目 –               |
| 1900年 （明治33年） | 西幕下18枚目 –                  | 西幕下7枚目 2–0 （対十両戦） |
| 1901年 （明治34年） | 東幕下筆頭 1–1 2分 （対十両戦） | 西十両5枚目 5–1              |
| 1902年 （明治35年） | 東十両筆頭 6–3 1分              | 東前頭12枚目 4–4–1 1分       |
| 1903年 （明治36年） | 西前頭10枚目 5–3–1 1預          | 東前頭6枚目 3–3–1 3分        |
| 1904年 （明治37年） | 東前頭3枚目 5–4–1               | 東前頭5枚目 0–4–6            |
| 1905年 （明治38年） | 東前頭6枚目 4–2–3 1預           | 東前頭筆頭 1–7–1 1分         |
| 1906年 （明治39年） | 東前頭5枚目 3–5–1 1分           | 東前頭4枚目 2–6–2            |
| 1907年 （明治40年） | 東前頭4枚目 3–4–1 1分1預        | 東前頭筆頭 3–5–1 1預         |
| 1908年 （明治41年） | 東前頭筆頭 5–3–1 1分            | 東小結 2–6–1 1分             |
| 1909年 （明治42年） | 西前頭3枚目 0–2–7 1分           | 西前頭8枚目 4–5 1分          |
| 1910年 （明治43年） | 西前頭6枚目 1–1–6 1分1預        | 西前頭6枚目 4–3–1 1分1預     |
| 1911年 （明治44年） | 西前頭3枚目 4–6                 | 西前頭4枚目 2–1–7            |
| 1912年 （明治45年） | 東前頭3枚目 4–4 2分             | 西前頭5枚目 0–5–4 1分        |
| 1913年 （大正2年） | 西前頭16枚目 4–5 1分            | 東前頭14枚目 5–4 1分         |
| 1914年 （大正3年） | 東前頭8枚目 3–6 1預 ★           | 西前頭7枚目 3–7              |
| 1915年 （大正4年） | 西前頭6枚目 2–7 1分             | 西前頭16枚目 引退 2–8–0      |
| 各欄の数字は、「勝ち-負け-休場」を示す。 優勝 引退 休場 十両 幕下 三賞：敢=敢闘賞、殊=殊勲賞、技=技能賞 その他：★=金星 番付階級：幕内 - 十両 - 幕下 - 三段目 - 序二段 - 序ノ口 幕内序列：横綱 - 大関 - 関脇 - 小結 - 前頭（「#数字」は各位内の序列） |                                 |                              |

- 1909年1月場所までは、幕内力士は千秋楽不出場であったため、その時代の1休はそれに該当するものであり、実質的には9日間で皆勤である。
- 幕下以下の地位は小島貞二コレクションの番付実物画像による。

## 改名歴
- 緑嶌 良蔵 （みどりしま りょうぞう） - 1898年5月場所
- 緑嶌 友之助 （みどりしま とものすけ） - 1899年1月場所 - 1913年5月場所
- 緑嶌 弥右エ門　（みどりしま いやえもん） - 1914年1月場所 - 1915年6月場所